# Mundindi
Mundindi è una circoscrizione rurale (rural ward) della Tanzania situata nel distretto di Ludewa, regione di Njombe. Conta una popolazione di 7 346 abitanti (censimento 2012).